# Трансплантация головы
Трансплантация головы (цефалосоматический анастомоз) — хирургическая операция, заключающаяся в пересадке головы одного организма на тело другого. Подразумевает обезглавливание пациента.
Трансплантация головы многократно проводилась на обезьянах, собаках и крысах. 17 ноября 2017 года под руководством итальянского хирурга Серджо Канаверо была проведена трансплантация головы человека с трупа на труп.
Главная проблема для успешной операции — отсутствие нормальной технологии соединения фрагментов разрезанного спинного мозга. Поэтому пациенты после трансплантации теряют возможность управления мышцами чужого тела с помощью мозга. Это явление называется квадриплегией. В связи с этим пересадка головы необходима в первую очередь тем, кто уже страдает квадриплегией или чьи органы поражены настолько сильно, что требуют многократных операций.
Процедура трансплантации головы критически оценивается с этической точки зрения многими учёными.

## История

### Эксперименты Чарльза Гатри
21 мая 1908 года американскому физиологу Чарльзу Клоду Гатри впервые в мире удалось пересадить голову одной собаки на тело другой. Гатри соединил артерии таким образом, чтобы кровь целой собаки текла через голову обезглавленной собаки, а затем возвращалась и шла через голову целой собаки. В книге Гатри «Хирургические операции на кровеносных сосудах и их применение» содержится фотография этой двухголовой собаки. Вторая голова была пришита к основанию шеи целой собаки, причём располагалась она в перевёрнутом виде, челюстью вверх. С момента обезглавливания до восстановления кровообращения в голове прошло 20 минут. Гатри зафиксировал некоторые примитивные движения и рефлексы пришитой головы: сужение зрачков, подёргивания ноздрей и движения языка.

### Эксперименты Владимира Демихова

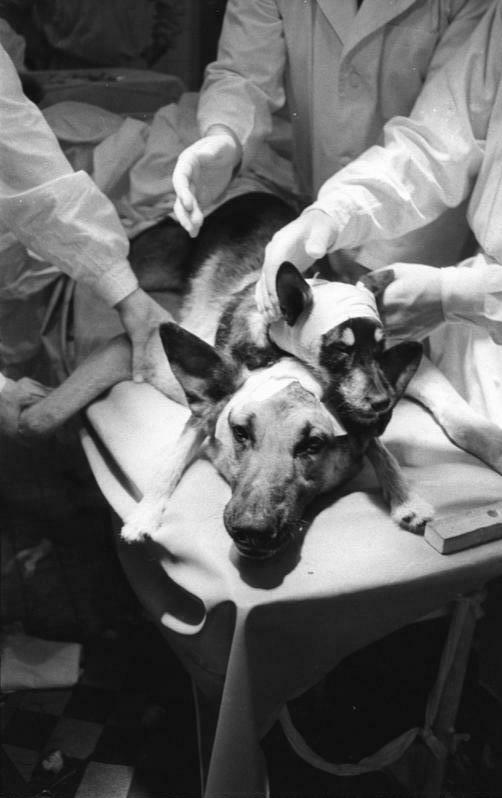
Пересадка головы собаки Владимиром Петровичем Демиховым 13 января 1959 года

Однако добиться полного функционирования второй головы собаки удалось только в 1950-х годах в ходе экспериментов советского трансплантолога Владимира Демихова. Ему удалось значительно сократить время нахождения отрубленной головы без кислорода благодаря использованию специальной «машины, сшивающей кровеносные сосуды». Всего Демиховым было пересажено 20 голов щенят на тела взрослых собак. На самом деле вместе с головой пересаживались сразу передние конечности, лёгкие и пищевод, который опорожнялся наружу. Полученные двухголовые существа жили от двух до шести дней, но в одном случае собаке удалось прожить 29 дней.
Также в 1959 году Китай объявил об успешной пересадке головы одной собаки на тело другой.
Эксперименты Демихова и других учёных оказали большое влияние на всю трансплантологию. Так, в 1950—60-х годах в США доктора Норман Шамвей (Стэнфордский университет) и Ричард Лоуэр (Медицинский колледж Вирджинии) провели множество операций по пересадке сердца у собак. Пересадка сердца человеку была впервые проведена Кристианом Барнардом в 1967 году.

### Эксперимент Роберта Уайта
14 марта 1970 года группа учёных из медицинской школы Университета Кейс Вестерн резерв под руководством Роберта Уайта, профессора нейрохирургии, вдохновлявшегося работой Демихова, провела операцию по пересадке головы от одной обезьяны на тело другой. Процедура была в некоторой степени успешной: животное демонстрировало работу основных органов чувств. Операция включала прижигание артерий и вен на время отделения головы для предотвращения гиповолемии. Уайт соединял только кровеносную систему головы с телом, не пытаясь соединить нервы. Обезьяна прожила некоторое непродолжительное время после операции, могла следить глазами за движущимся объектом, жевать, глотать и даже пыталась укусить одного из врачей.
Позже он писал:

То, что было достигнуто на животной модели — продлённое гипотермическое сохранение и пересадка головы, — полностью выполнимо и в человеческой сфере. Если такие впечатляющие процедуры и будут когда-либо оправданы в человеческой среде, то необходимо подождать не только продвижения вперёд медицинской науки, но и более подходящего морального и социального оправдания подобных процедурных начинаний… то, что всегда принадлежало научной фантастике — легенда о Франкенштейне, в которой всё человеческое существо было составлено из сшитых вместе частей тела, — станет клинической реальностью в начале 21-го века… трансплантация мозга, по крайней мере сначала, на самом деле будет трансплантацией головы — или трансплантацией тела, в зависимости от вашей точки зрения… вместе со значительными улучшениями в хирургических технологиях и ведением послеоперационного периода уже сейчас возможно рассмотрение адаптации методов пересадки головы к людям.
Оригинальный текст (англ.)…What has been accomplished in the animal model — prolonged hypothermic preservation and cephalic transplantation, is fully accomplishable in the human sphere. Whether such dramatic procedures will ever be justified in the human area must wait not only upon the continued advance of medical science but more appropriately the moral and social justification of such procedural undertakings…what has always been the stuff of science fiction - the Frankenstein legend, in which an entire human being is constructed by sewing various body parts together — will become a clinical reality early in the 21st century… brain transplantation, at least initially, will really be head transplantation — or body transplantation, depending on your perspective… with the significant improvements in surgical techniques and postoperative management since then, it is now possible to consider adapting the head-transplant technique to humans.

Опыт Уайта вызвал неоднозначную реакцию в медицинском сообществе, в том числе по моральным соображениям.

### Эксперименты Серджо Канаверо
В 2013 году итальянский нейрохирург Серджо Канаверо, директор Туринской передовой группы нейромодуляции, объявил о планировании первой пересадки человеческой головы. Канаверо утверждает, что при использовании фьюзогенов существует возможность воссоединения разрезанного спинного мозга. Проект, названный Head Anastomosis Venture with Cord Fusion (HEAVEN/HEMINI), был анонсирован в июле 2013 года. Канаверо писал:

Наибольшее техническое препятствие к такому стремлению — это, конечно, повторное соединение волокон спинного мозга донора (D) и реципиента (R). Моё утверждение состоит в том, что для такого соединения только сейчас появилась технология. Эта статья описывает возможный сценарий для человека и излагает технологию для соединения разорванного спинного мозга (проект GEMINI). Она утверждает, что некоторые из до сих пор безнадёжных медицинских состояний могут получить пользу от такой процедуры.
Оригинальный текст (англ.)The greatest technical hurdle to such endeavor is of course the reconnection of the donor (D)'s and recipient (R)'s spinal cords. It is my contention that the technology only now exists for such linkage. This paper sketches out a possible human scenario and outlines the technology to reconnect the severed cord (project GEMINI). It is argued that several up to now hopeless medical conditions might benefit from such procedure.

Канаверо предполагал, что для такой операции понадобится команда из сотни хирургов и около 36 часов для её завершения. Оценочная стоимость операции — 12,8 миллиона долларов.
Нейрохирург выступал с обоснованием своего проекта на конференции TEDx. Также он написал книгу «Head Transplantation: and the Quest for Immortality» для покрытия стоимости операции.
Добровольцем для пересадки своей головы выступил программист из Владимира Валерий Спиридонов (род. 19.10.1984, Челябинск), страдающий от спинальной мышечной атрофии. Операция планировалась на декабрь 2017 года. В экспериментах по пересадке головы используется известная разработка советского профессора Феликса Белоярцева — кровезаменитель Перфторан, известный под названием «Голубая кровь».
В 2016 году Канаверо удалось впервые в мире успешно провести операцию по пересадке головы. В интернете он опубликовал видео, где показаны все стадии восстановления мыши и собаки после операции. Уточняется, что животные пережили полный перелом позвоночника — его восстановление многие годы являлось главным препятствием для трансплантации. В своей работе он вводил в поражённые участки спинного мозга животных полиэтиленгликоль, который, по некоторым исследованиям, способствует ускоренному восстановлению связей между нейронами.
В ноябре 2017 года было объявлено, что в Китае командой Медицинского университета Харбина под руководством Серджо Канаверо успешно прошла первая в мире трансплантация мертвой человеческой головы на труп. Операция по пересадке длилась 18 часов, медикам удалось успешно соединить позвоночник, нервы и кровеносные сосуды.
25 декабря 2017 года в Китае Канаверо заявил, что проведёт операцию по пересадке головы живого человека, гражданина Китая, так как именно эта страна поддержала исследования учёного. Таким образом, Валерий Спиридонов стал вторым в очереди.

### Другие известные эксперименты
В 2002 году в Японии на крысах было проведено несколько пересадок головы. В отличие от опытов Уайта, эти пересадки включали непосредственное привитие головы одной крысы к телу другой. Учёные утверждали, что ключ к успешной пересадке головы — использование низких температур. Способность таких фьюзогенов, как полиэтиленгликоль и хитозан, к воссоединению разделённого спинного мозга была подтверждена немецкими исследованиями в 2014 году: парализованные крысы восстанавливали двигательную активность в течение одного месяца. Пересадка головы от человека к человеку, скорее всего, требует охлаждения мозга до такого состояния, при котором прекращается вся нейронная активность. Это нужно для предотвращения гибели нейронов.
В сентябре 2017 года израильские врачи провели успешную уникальную операцию на шее, с отделением головы от позвоночника у 9-летней девочки. У неё была опасная опухоль со сложным анатомическим расположением — на втором шейном позвонке.

#### Создание безголовых организмов
В 1996 году Уильям Шоулот и Ричард Берингер из онкологического центра Техасского университета создали 125 безголовых мышей, выбив ген Lim1 из развивающихся эмбрионов. Лишь четыре безголовых эмбриона смогли дожить до своего рождения, но и они умерли сразу, поскольку не смогли дышать без рта и ноздрей. Lim1 принадлежит к группе генов, называемых гомеобоксом, которые ответственны за эмбриональное развитие и присутствуют у всех животных. Изучение безголовых мышей позволило исследователям узнать, как формируется и человеческая голова.
В 1997 году Джонатан Слак, профессор биологии из Батского университета, создал безголовые эмбрионы лягушек путём воздействия на гены в лягушачьей икре.

## Художественные отражения
- «Анекдот о перестановке голов» — недописанное произведение Фёдора Михайловича Достоевского (1874—1876 годов).
- Идея пересадки головы обыграна в фантастическом романе А. Беляева «Голова профессора Доуэля» (1925).
- Моральные и этические трудности пересадки головы также рассмотрены в повести Томаса Манна «Обменённые головы. Индийская легенда» (1940).
- Мутант из игры «S.T.A.L.K.E.R.: Зов Припяти», Химера, являясь следствием экспериментов, имеет дублированные органы, в том числе и голову, откуда и получил своё название.
- Главный герой игры Wolfenstein II: The New Colossus Уильям Джозеф Бласковиц по ходу сюжета подвергается трансплантации головы на донорское тело.